# Слуда (Котлас)
Слуда — деревня в городском округе Котлас Архангельской области.

## География
Деревня расположена в нескольких километрах от Котласа, к северу от автодороги А123.
Часовой пояс
Деревня Слуда, как и вся Архангельская область, находится в часовой зоне МСК (московское время). Смещение применяемого времени относительно UTC составляет +3:00.

## Население
| 2002 | 2010 |
| ---- | ---- |
| 95   | ↘93  |